# Carved in Stone (album)
Albums de Vince Neil
Exposed
(1993) Live at the Whisky: One Night Only
(2003)
Singles
Carved in Stone est le deuxième album solo que Vince Neil enregistra après sa séparation avec Mötley Crüe en 1992.

## Historique
Carved in Stone est paru en septembre 1995 et a été produit par les Dust Brothers sauf pour le titre 25 or 6 to 4 (reprise de Chicago)qui a été produit par Vince Neil lui-même.
Cet album marque un changement dans l'orientation musicale de Vince Neil, alors que l'album précédent, Exposed, était de la même veine que les albums de Mötley Crüe, celui-ci est beaucoup plus sombre et comprend des samples.
 C'est à cette époque que Vince Neil perdit sa fille Skylar, victime d'un cancer à l'âge de 4 ans. Un titre enregistré à sa mémoire, Skylar's Song sera inclus dans la réédition de l'album.
Carved in Stone ne se vendit pas bien et n'atteindra que la 139e place au Billboard 200, ce qui amena le label Warner Bros à mettre un terme au contrat du chanteur.
 Celui-ci retournera reprendre son rôle de chanteur au sein de Mötley Crüe deux ans plus tard en 1997.

## Liste des titres
1. Breakin' in the Gun (Vince Neil / Marti Frederiksen / John King / Mike Simpson) - 3:53
2. The Crawl (Neil / Frederiksen / King / Simpson / Brent Woods / Robbie Crane / Vikki Foxx) - 4:17
3. One Way (Neil / Frederiksen / King / Simpson) - 3:51
4. Black Promises (Neil / Frederiksen / Woods / Crane / Foxx) - 4:52
5. Writing on the Wall (Neil / Frederiksen / King / Simpson / Woods / Crane / Foxx) - 4:51
6. Make U Feel (Neil / Frederiksen / King / Simpson) - 4:02
7. One Less Mouth to Feed (Neil / Frederiksen / King / Simpson / Sonny Reinhardt - 3:36
8. Find a Dream (Neil / Frederiksen / King / Simpson) - 4:55
9. Lust for Life (Iggy Pop / David Bowie) - 3:57
10. The Rift (Brent Woods / Frederiksen / Christian) - 3:53
11. 25 or 6 to 4 (Robert Lamm / James Pankow) - 4:37

## Musiciens du groupe
- Vince Neil : chant, basse surLust for Life.
- Brent Woods : guitares.
- Robbie Crane : basse.
- Vikki Foxx : batterie, percussions

## Musiciens additionnels
- Dave Marshall : guitares.
- Michael Thompson : guitares.
- Sonny Reinhardt : guitares.
- Dino Saldo : saxophone.
- Tim Landers: basse.
- Walker Barnard: samples
- Marti Frederiksen, Dave Amato & Dee Dee Belson : chœurs.

## Charts
Charts album
| Pays       | Durée du classement | Meilleur classement |
| ---------- | ------------------- | ------------------- |
| États-Unis | 1 semaine           | 139e                |
| Suède      | 1 semaine           | 33e                 |